# 韋光
韋光，（1825年—1879年），祖籍廣東香山，韋玉、韋安之父親，有利銀行買辦。幼年喪父，在澳門鴉片公司當童工。後得了大病，在醫院為傳教士裨治文收留，送到馬禮遜教育協會唸書，之後曾經留學新加坡五年，1842年到香港生活，在Bowra洋行當買辦及任香港高等法院傳譯。1878年去世。長子韋玉又名韋寶珊，繼承父業當有利銀行買辦，在1887年當東華醫院主席，1896年至1917年任香港立法局非官守華人議員，1919年冊封為爵士。

## 外部參考
- 香港當代文化中心2008年3月出版，《人物與歷史 - 跑馬地香港墳場初探》，丁新豹著